# ジェンク・ギュヴェンチ
ジェンク・ギュヴェンチ（Cenk Güvenç 、1991年12月29日 - ）は、ドイツ・ヘッセン州ゼーリゲンシュタット出身のプロサッカー選手。バルケスィルスポル所属。ポジションは、ディフェンダー（センターバック）。